# La Jornada Deportiva
La Jornada Deportiva fou una publicació esportiva setmanal en castellà de la ciutat de Barcelona editada per l'editorial Millà.
Aparegué el 10 d'octubre de 1921, primer amb periodicitat setmanal, més tard bisetmanal (dilluns i divendres) i. El nombre de pàgines variava entre les 12 i la vintena, amb algunes edicions especials fins a les 50 pàgines. El preu variava entre el 20 i els 50 cèntims de pesseta. Va utilitzar els subtítols periódico ilustrado de crítica e información i més tard revista ilustrada de sports. En destacava la seva acurada presentació gràfica i cobria tots els esports. En foren directors Josep Torrents, Josep Antoni Trabal i Sans i Isidro Corbinos Pantoque. El darrer número aparegué el 24 de febrer de 1925.